# Demons in You
Demons in You è un brano del soprano finlandese Tarja, estratto come terzo singolo dall'album The Shadow Self. Il singolo è stato pubblicato a sorpresa in formato digitale il 7 ottobre 2016 e in versione fisica l'11 novembre 2016.

## Descrizione
La canzone Demons in You è stata scritta e composta da Tarja, Julian Barrett, Erik Nyholm, Alex Jonson e Christel Sundberg, e prodotta da Tarja. Il sound aggressivo del brano deriva dalla necessità di Tarja di inserire una traccia estremamente energica nel suo album. Il testo della canzone parla dei demoni e dell'oscurità che giacciono dentro le persone. La versione presente nell'album vede la partecipazione della frontwoman degli Arch Enemy, Alissa White-Gluz, che canta sia in growl che clean, e del batterista dei Red Hot Chili Peppers, Chad Smith. Nel singolo sono presenti due ulteriori versioni del brano, una cantata dalla sola Tarja e un'altra che mette in primo piano Alissa White-Gluz.

## Tracce
CD e versione digitale
1. Demons in You (feat. Alissa White-Gluz)
2. Demons in You (Tarja Solo Version)
3. Demons in You (Alissa Lead Vocals Version)